# Pristava (Tržič, Slovenija)
Pristava je naselje u slovenskoj Općini Tržiču. Pristava se nalazi u pokrajini Gorenjskoj i statističkoj regiji Gorenjskoj. 

## Stanovništvo
Prema popisu stanovništva iz 2002. godine naselje je imalo 912 stanovnika.